# Američka horor priča: Kuća ubojstava
American Horor Priča: Kuća ubojstava prva je sezona američke TV serije Američka horor priča, koja se prikazivala od 5. listopada 2011. do 21. listopada 2013. godine. Američku horor priču osmislili su Ryan Murphy i Brad Falchuk. Radnja ove sezone serije se vrti oko obitelji Harmon: Bena, Vivien i njihove kćerke Violet koji se sele iz Bostona u Los Angeles nakon što Vivien doživi pobačaj, a Ben okonča ljubavnu aferu sa svojom studenticom. Useljavaju se u veliku obnovljenu kuću, nesvjesni činjenice da je kuća opsjednuta duhovima (bivšim stanarima). Prva sezona Američke horor priče primila je uveliko pozitivne kritike od strane kritičara i od gledatelja. Svi glumci primili su velike pohvale, posebno Jessica Lange i Frances Conroy. 2011. godine na FX-u je to bila najgledanija nova serija godine. Prva sezona nomirana je za enormni broj nagrada, uključujući Zlatni globus za najbolju TV seriju. Lange je osvojila Zlatni globus za najbolju sporednu glumicu. Glavnu postavu serije čine Taissa Farmiga, Connie Britton, Dylan McDermott, Evan Peters, Denis O'Hare i Jessica Lange.

## Uloge

### Glavne uloge
- Taissa Farmiga kao Violet Harmon (11 epizoda)
- Connie Britton kao Vivien Harmon (12 epizoda)
- Dylan McDermott kao Ben Harmon (12 epizoda)
- Evan Peters kao Tate Langdon (12 epizoda)
- Denis O'Hare kao Larry Harvey (8 epizoda)
- Jessica Lange kao Constance Langdon (11 epizoda)

### Sporedne uloge
- Frances Conroy kao Moira O'Hara (11 epizoda)
- Kate Mara kao Hayden McClaine (8 epizoda)
- Lily Rabe kao Nora Montgomery (7 epizoda)
- Alexandra Breckenridge kao mlada Moira O'Hara (6 epizoda)
- Jamie Brewer kao Adeleide "Addie" Langdon (6 epizoda)
- Christine Estabrook kao Marcy (6 epizoda)
- Morris Chestnut kao Luke (6 epizoda)
- Matt Ross kao Dr. Charles Montgomery (6 epizoda)
- Michael Graziadei kao Travis Wanderly (5 epizoda)
- Eve Gordon kao Dr. Hall (4 epizode)
- Rosa Salazar kao Maria (4 epizode)
- Zachary Quinto kao Chad Warwick (4 epizode)
- Teddy Sears kao Patrick (4 epizode)
- Sarah Paulson kao Billie Dean Howard (3 epizode)
- Shelby Young kao Leah (3 epizode)
- Rebecca Wisocky kao Lorraine Harvey (3 epizode)
- Mena Suvari kao Elizabeth Short (2 epizode)

## Epizode
| Br. u seriji | Br. u sezoni | Naslov                | Redatelj            | Scenarist(i)               | Originalno emitiranje |
| --- | ------------ | --------------------- | ------------------- | -------------------------- | --------------------- |
| 1 | 1            | "Pilot"               | Ryan Murphy         | Ryan Murphy i Brad Falchuk | 5. listopad 2011.     |
| Obitelj Harmon seli se iz Bostona u Los Angeles nakon što Vivien doživi pobačaj, a Ben konačno okonča ljubavnu aferu s jednom od svojih studenticom. Kćer Violet (Taissa Farmiga) kreće u novu školu u kojoj je grupa djevojaka počinje maltretirati. Obitelj ima posla i sa nametljivom susjedom Constance (Jessica Lange) te njezinom kćeri, Addie (Jamie Brewer), koja ima Downov sindrom, zajedno s Larryjem (Denis O'Hare), prethodnim vlasnikom kuće koji je kuću zapalio zajedno s cijelom svojom obitelji, kao rezultat lice mu je ostalo unakaženo. Ben je psihijatar, kuća je velika pa pacijente prima kod kuće, jedan od njih je i mogući psihotičan dječak Tate (Evan Peters), koji se sprijateljuje s Violet. Vivien zapošljava kućnu pomoćnicu koja je radila za prijašnje vlasnike, postariju gđu. Moiru O'Haru (Frances Conroy), koja pred Benom izgleda kao mlada zavodljiva spremačica (Alexandra Blackenridge). Ben i Vivien imaju seksualni odnos nakon jedne svađe, kasnije se u sobi pojavi osoba u odijelu od lateksa za koju Viven pomisli da je Ben pa ponovno vodi ljubav s njime. Kasnije sljedeće jutro Vivien Benu kaže da je trudna. |              |                       |                     |                            |                       |
| 2 | 2            | "Home Invasion"       | Alfonso Gomez-Rejon | Ryan Murphy i Brad Falchuk | 12. listopad 2011.    |
| Nakon terapije s novom pacijenticom Biancom (Mageina Tovah), Bena na mobitel nazove bivša ljubavnica Hayden (Kate Mara) koja mu kaže da je trudna, te da želi da joj Ben bude uz nju dok će ići na abortus. Ben laže Vivien kako bi riješio svoju prošlost. Troje serijskih ubojica koje vodi Bianca provaljuju u kuću obitelji Harmon kako bi ih ubili. Trio naime želi ponoviti ubojstva svojeg idola koji je 1968. u kući ubio dvije medicinske sestre Mariu i Gladys. Vivien i Violet postaju taoci, ali im uspjevaju pobjeći. Tate i ostali duhovi u kući ubijaju provalnike. Čuvši što se dogodilo kod kuće, Ben ostavlja Hayden u klinici i odlazi kući. Vivien želi da prodaju kuću. |              |                       |                     |                            |                       |
| 3 | 3            | "Murder House"        | Bradley Buecker     | Jeniffer Salt              | 19. listopad 2011.    |
| Harmoni trenutno nisu u najboljem financijskom stanju, što čini njihovo preseljenje nepraktičnim. Hayden se Benu pojavljuje na kućnom pragu; ona je naime zadržala bebu, te odlučno želi nastaviti aferu s Benom. Vivien saznaje više o prvim originalnim vlasnicima: poremećenom kirurgu Charlesu Montgomeryu (Matt Ross), i njegovoj ženi, Nori (Lily Rabe), koja je dogovarala privatne ilegalne abortuse u podrumu kuće, sve dok njihov brak pun gorčine nije skončan ubojstvima. Moira pokušava zavesti Bena uljevajući mu opijat u kavu. Hayden se ponovno pojavljuje, bijesna jer ju Ben ignorira. On je odvodi van kako bi je smirio, Larry je odjednom ubija udarcem lopatom kako bi pomogao Benu koji je izbezumljen od svega. Larry mu kaže da bi bilo najbolje da se riješe tijela. Larry iskopava rupu, otkriva Moirine ostatke te preko njih zakopava Hayden. |              |                       |                     |                            |                       |
| 4 | 4            | "Halloween (1.dio)"   | David Semel         | James Wong                 | 26. listopad 2011.    |
| Harmonovi unajmljuju dizajnere interijera da im prikladno urede kuću kako bi je lakše prodali, pritom ih slučajno zamjene za Chada (Zachary Quinto) i njegovog partnera Patricka (Teddy Sears). Harmonovi međutim neznaju da su Chad i Patrick prijašnji vlasnici kuće koje je ubio "Rubber Man" prije godinu dana. Violet zahtjeva od Tatea da joj pokaže što je to što se skriva u podrumu. Tate joj kaže kako je to hibrid kojega je napravio dr. Montgomery luđački pokušavajući oživjeti sina zamjenjujući djetetove organe sa životinjskim. Vivien se suočava s Benom koji joj se kune da je s Hayden gotovo. Beba počinje udarati što je čudno jer je Vivien tek osam tjedana trudna. U bolnici Vivien radi ultrazvuk, saznaje da se dijete neobično brzo razvija, u tome momentu doktorica pogleda u ekran ultrazvuka i pada u nesvijest. Dok ide po kućama za noć vještica, Addie udara auto na sred ceste i ona umire, Costance sva u šoku pokušava odvući Addieno tijelo u dvorište Harmonovih kako bi njezin duh i dalje živio. Violet je sama u kući kada Larry luđački lupa po vratima. Violet i Ben vraćaju se u kuću, međutim Violet nije tu. Netko kuca na vrata, Ben otvara, i pronalazi Haydenin duh kako stoji pred vratima prekriven blatom.      |              |                       |                     |                            |                       |
| 5 | 5            | "Halloween (2.dio)"   | David Semel         | Tim Minear                 | 2. studeni 2011.      |
| Tate i Violet odlaze na spoj na plažu gdje joj se Tate povjeri kako mu je srednja škola bila noćna mora. U tome trenutku pojavljuje se petero kravih srednjoškolaca i počinju maltretirati Tatea. Vivien kaže Benu kako je vidjela Hayden u kući. Ben je pronalazi u podrumu, međutim Larry ga nokautira lopatom i veže ga. Nora ga oslobađa, govoreći mu da spasi svoje dijete. Hayden se pojavljuje pred Vivien, te su obje šokirane u saznanju da su obje nose Benovo dijete. Hayden napada Vivien, Ben ju sprječava koji je prisiljen da prizna Vivien kako je Hayden ostavio trudnu. Petero srednjoškolaca ponovno pronalaze Tatea i Violet, Tate štiteći Violet počinje trčati niz ulicu čime ga petero počinje naganjati. Constance dovodio Violet u svoju kući, govoreći joj da je Addie mrtva te da je Tate njezin sin. Otkriveno je da su petero tinejdžera zapravo duhovi djece koje je Tate ubio u srednjoj školi 1994-e. Duhovi zahtijevaju priznanje od Tatea, zašto ih je pobio, ali Tate se njih uopće ne sjeća. Kako noć vještica završava, duhovi srednjoškolaca nestaju. Ostali duhovi uključujući Moiru, Chada, Patricka i Noru vraćaju se u kuću Harmonovih. Ben pakira svoje stvari i u tuzi napušta kuću.                                       |              |                       |                     |                            |                       |
| 6 | 6            | "Piggy Piggy"         | Michael Uppendahl   | Jessica Sharzer            | 9. studeni 2011.      |
| Nakon što se Violet preko interneta u vjeri da je Tate počinio masakr u srednjoj školi Westfield, Constance je u poznaje s medijem Billie Dean, te joj ona i Constance objasne kako Tate nije svjestan toga da je mrtav. Constance je Tatea slala na psihoterapije kod dr. Harmona, nadajući se kako će mu uspjeti pomoći da prijeđe u drugi svijet, a za to trebaju i Violetinu pomoć. Ben se vrati u kuću jer mu je unutra ured, Vivien mu to dopušta. Ben upoznaje novog pacijenta Dereka koji se boji urbanih legendi, ali ponajviše legende o Čovjeku svinji koji bi zaklao svakoga tko ponovi njegovo ime tri puta u zrcalu. Ben zamjećuje kako se Vivien počeo sviđati policajac. Vivien se sastaje s liječnicom koja se onesvijestila za vrijeme ultrazvuka, te joj ova kaže kako je njezino dijete zapravo Antikrist. Uzimajući Benove savjete, Derek se usudi ponoviti ime Čovjeka-svinje triput u ogledalu, i ironično upucan je od strane naoružanog pljačkaša. Violet se pokuša suočiti s Tateom, ali je u tome sprječavaju ostali dugovi. Pokušava počiniti samubojstvo, međutim Tate je spašava. Tate joj priznaje kako je zaljubljen u nju te da je jako voli. U tuzi joj govori kako će je ostaviti na miru ako je to njezina želja, Violet ga tješi. |              |                       |                     |                            |                       |
| 7 | 7            | "Open House"          | Tim Hunter          | Brad Falchuk               | 16. studeni 2011.     |
| |              |                       |                     |                            |                       |
| 8 | 8            | "Rubber Man"          | Miguel Arteta       | Ryan Murphy                | 23. studeni 2011.     |
| |              |                       |                     |                            |                       |
| 9 | 9            | "Spooky Little Girl"  | John Scott          | Jeniffer Salt              | 30. studeni 2011.     |
| |              |                       |                     |                            |                       |
| 10 | 10           | "Smoldering Children" | Michael Lehmann     | James Wong                 | 7. prosinac 2011.     |
| |              |                       |                     |                            |                       |
| 11 | 11           | "Birth"               | Alfonso Gomez-Rejon | Tim Minear                 | 14. prosinac 2012.    |
| |              |                       |                     |                            |                       |
| 12 | 12           | "Afterbirth"          | Bradley Buecker     | Jessica Sharzer            | 21. prosinac 2011.    |
| |              |                       |                     |                            |                       |